# Karl Oweger
Karl Oweger (* 20. Dezember 1927 in Burgheim; † 12. Februar 2014) ist ein ehemaliger deutscher Leichtathlet, der sich auf den Diskuswurf spezialisiert hatte.
Karl Oweger trat für den TSV 1860 München an. Von 1951 bis 1959 war er mit seinem Verein neunmal bei den Deutschen Mannschaftsmeisterschaften erfolgreich.
Bei den Deutschen Meisterschaften 1953 in Augsburg wurde er mit 19 Zentimetern Rückstand Zweiter hinter Heinz Rosendahl. 1954 in Hamburg und 1956 in Berlin gewann er den Meistertitel mit dem Diskus.
Oweger trat von 1953 bis 1956 bei 16 Meisterschaften und Länderkämpfen im Nationaltrikot an. Bei den Europameisterschaften 1954 in Bern überstand er die Qualifikation und schied dann nach drei Versuchen als Neunter mit 48,23 Meter aus.
Karl Oweger war nach seiner Karriere als Finanzinspektor tätig. Als Seniorenleichtathlet war er für die LG München aktiv.

## Bestleistungen
- Kugel:  15,33 Meter, 6. August 1955 in Frankfurt am Main
- Diskus: 51,02 Meter, 29. Juli 1956 in Frechen